# Estação da Luz
Estação da Luz vasútállomás Brazíliában, São Paulo városában.

## Képgaléria

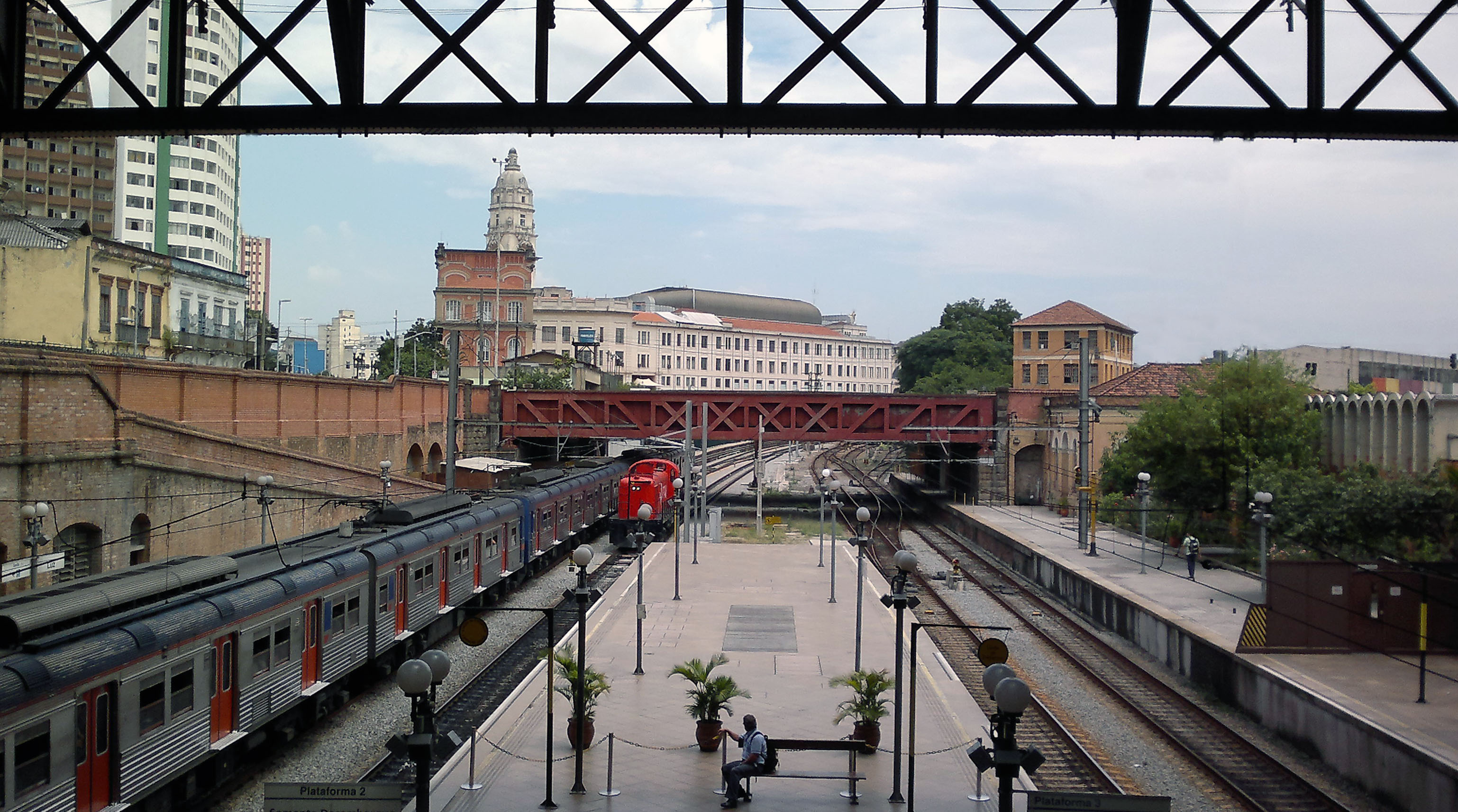
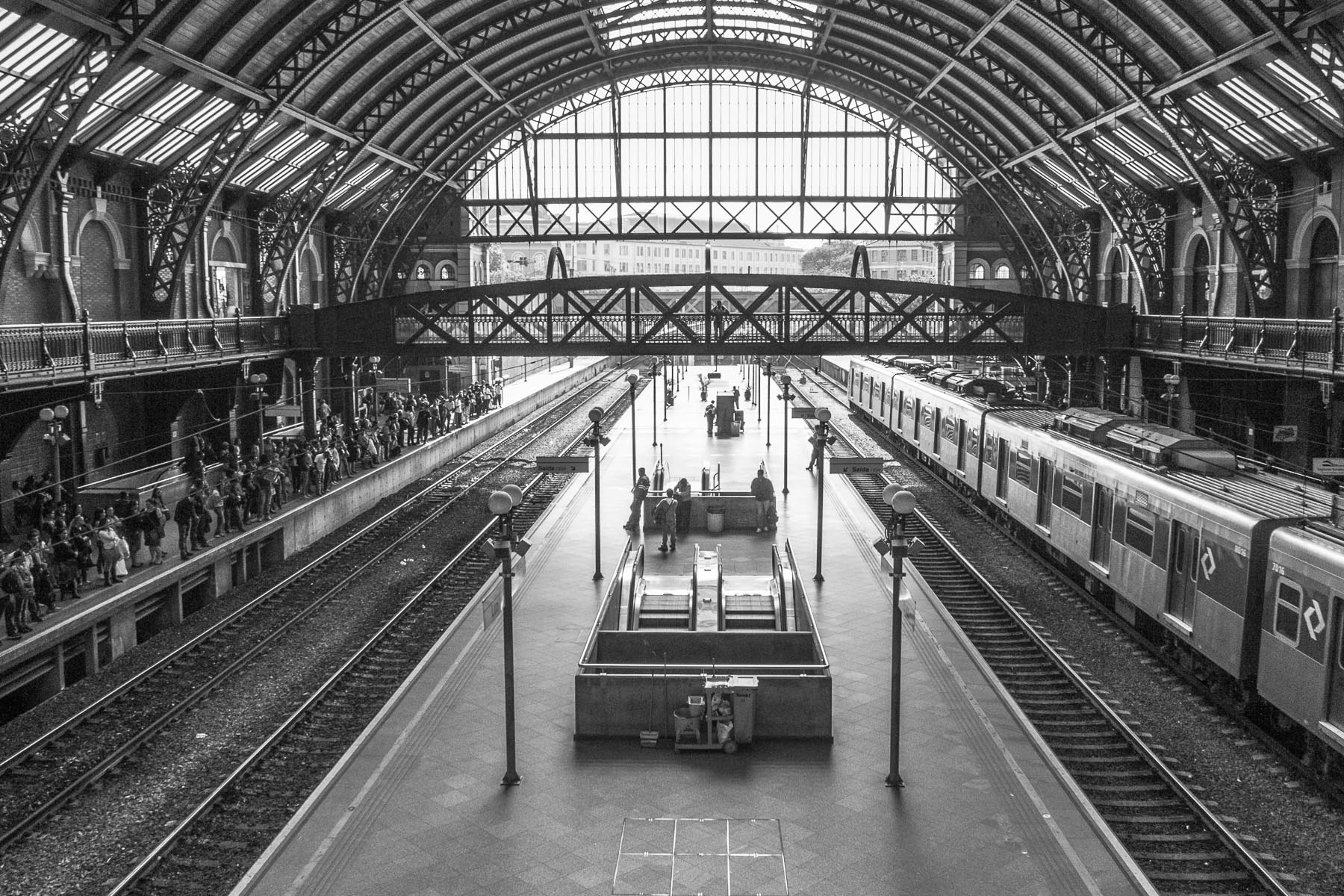
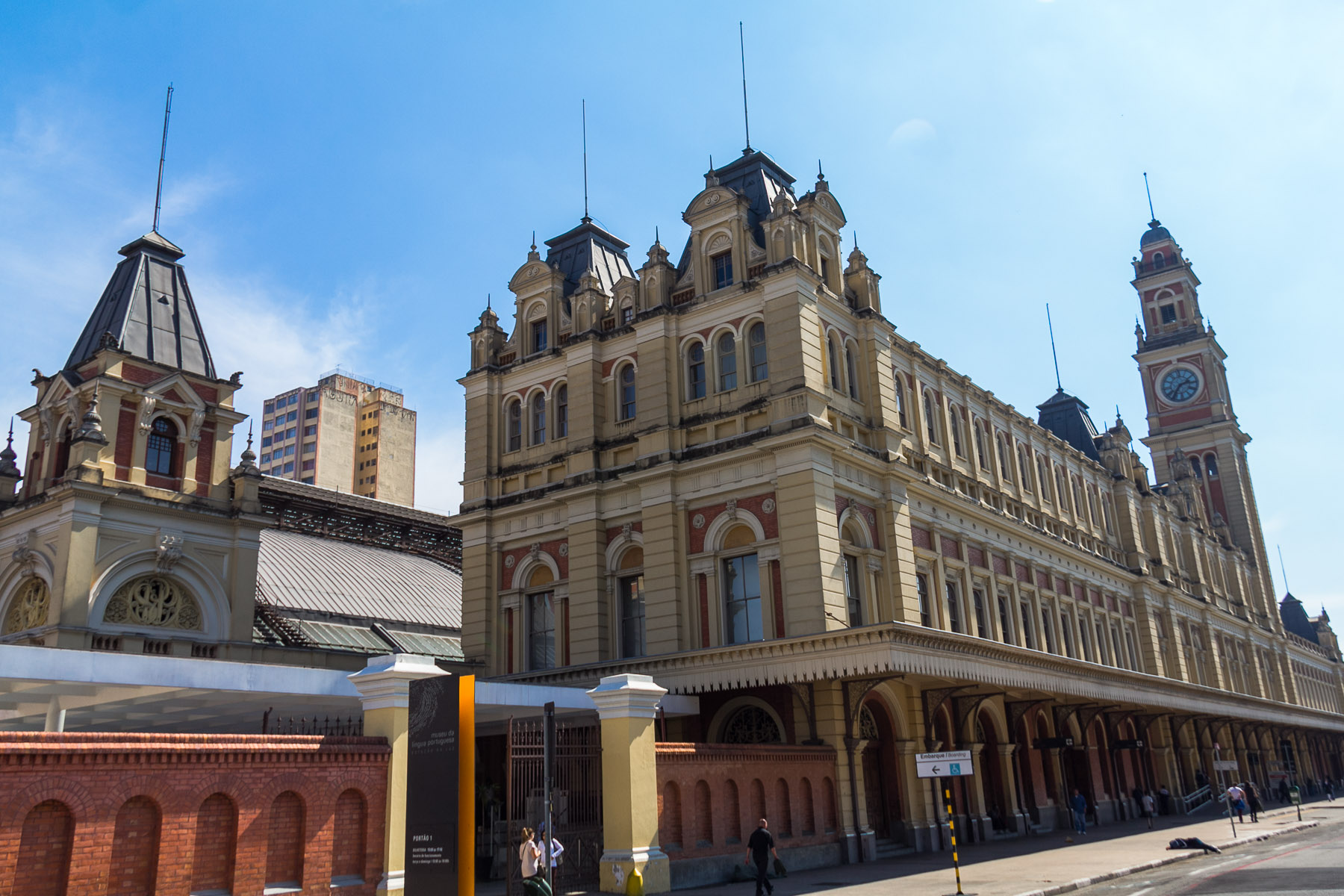
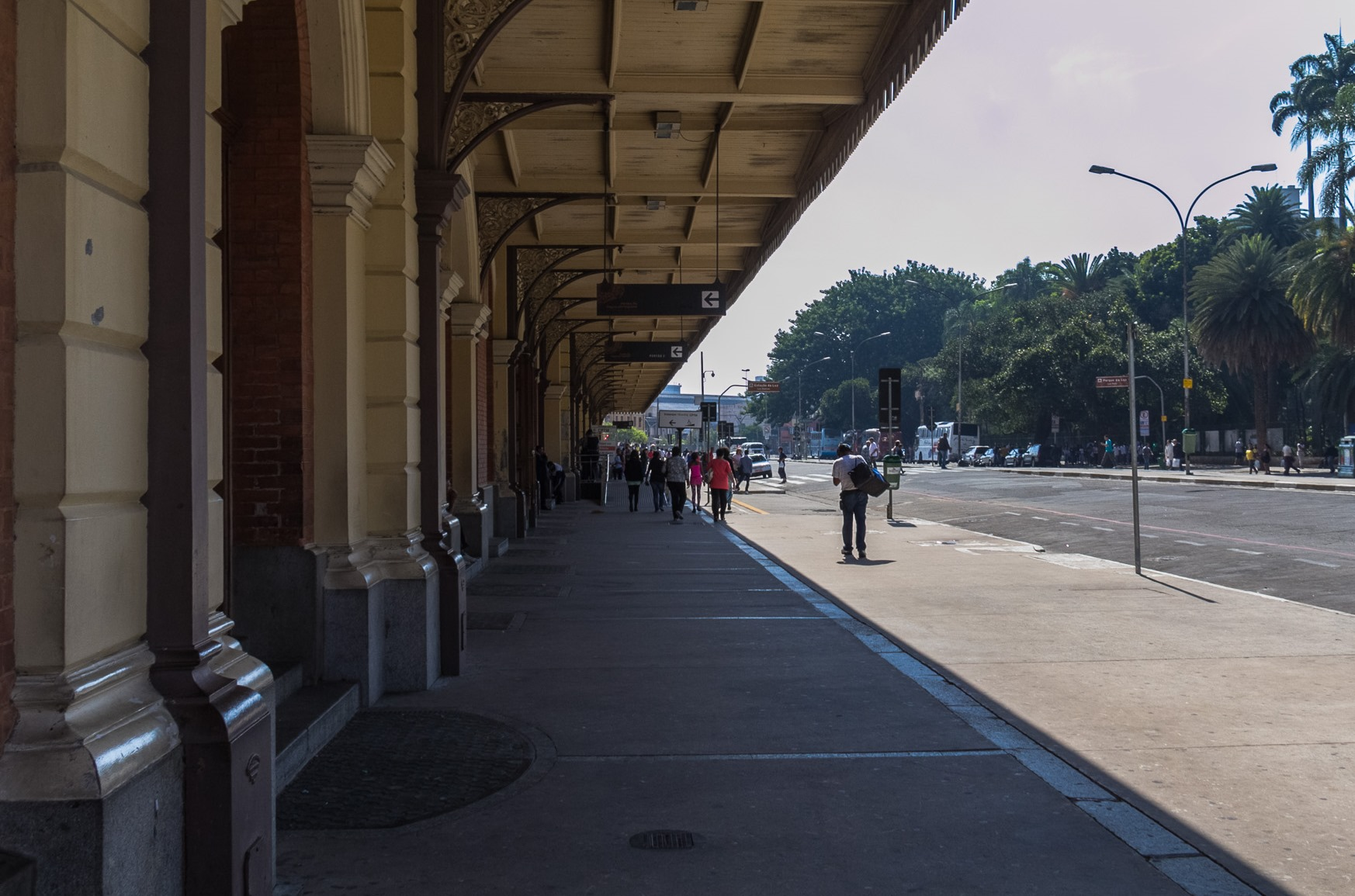
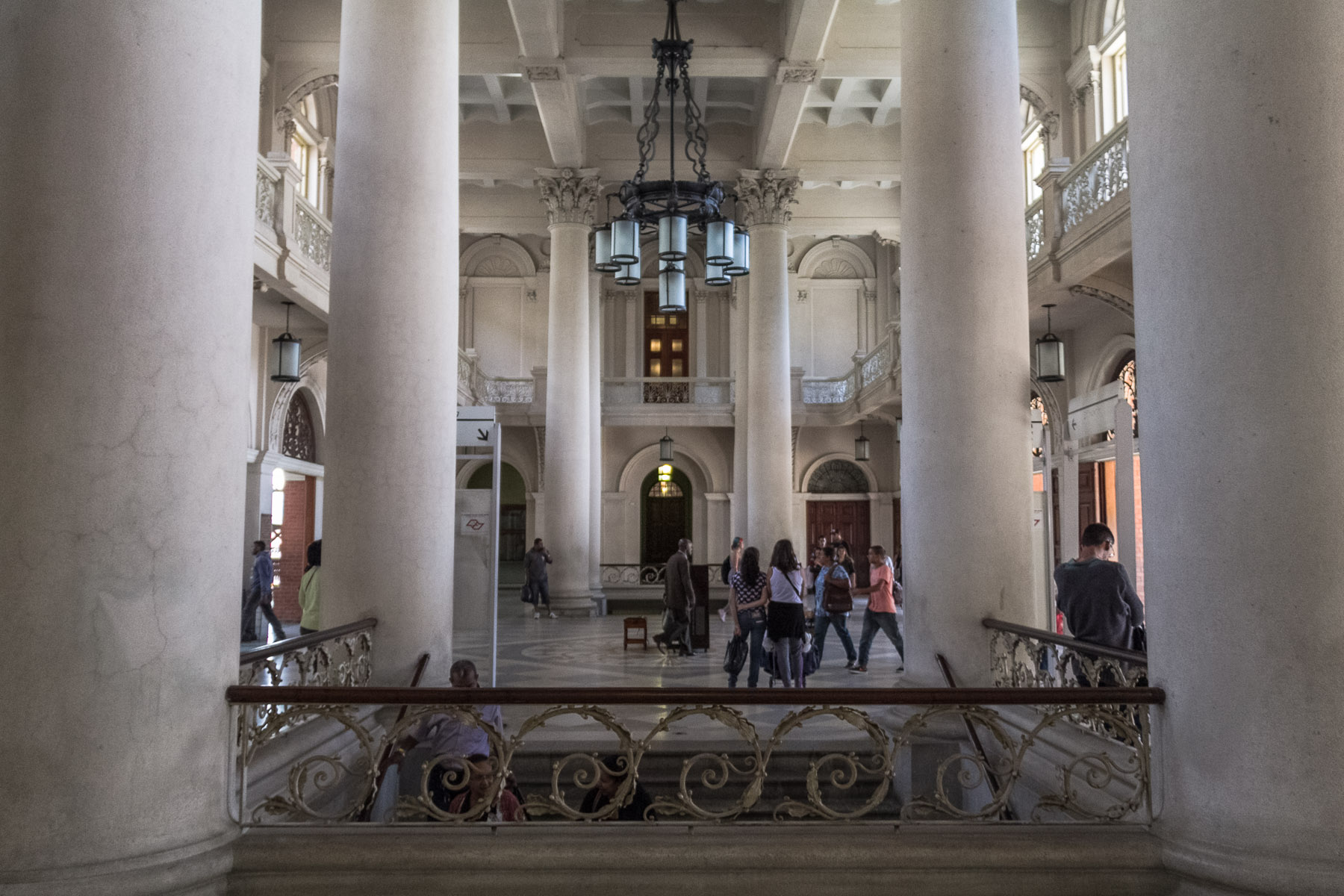
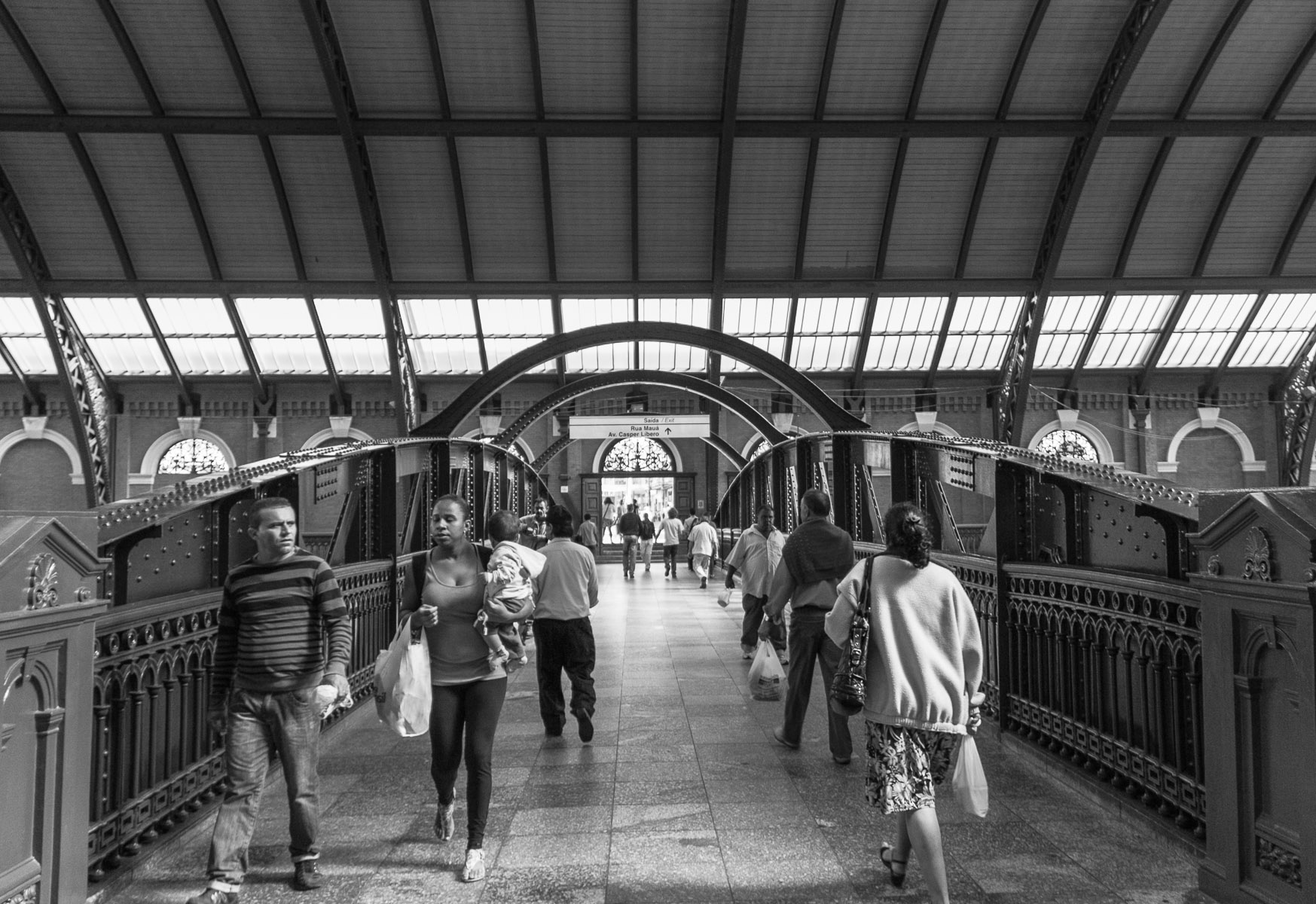
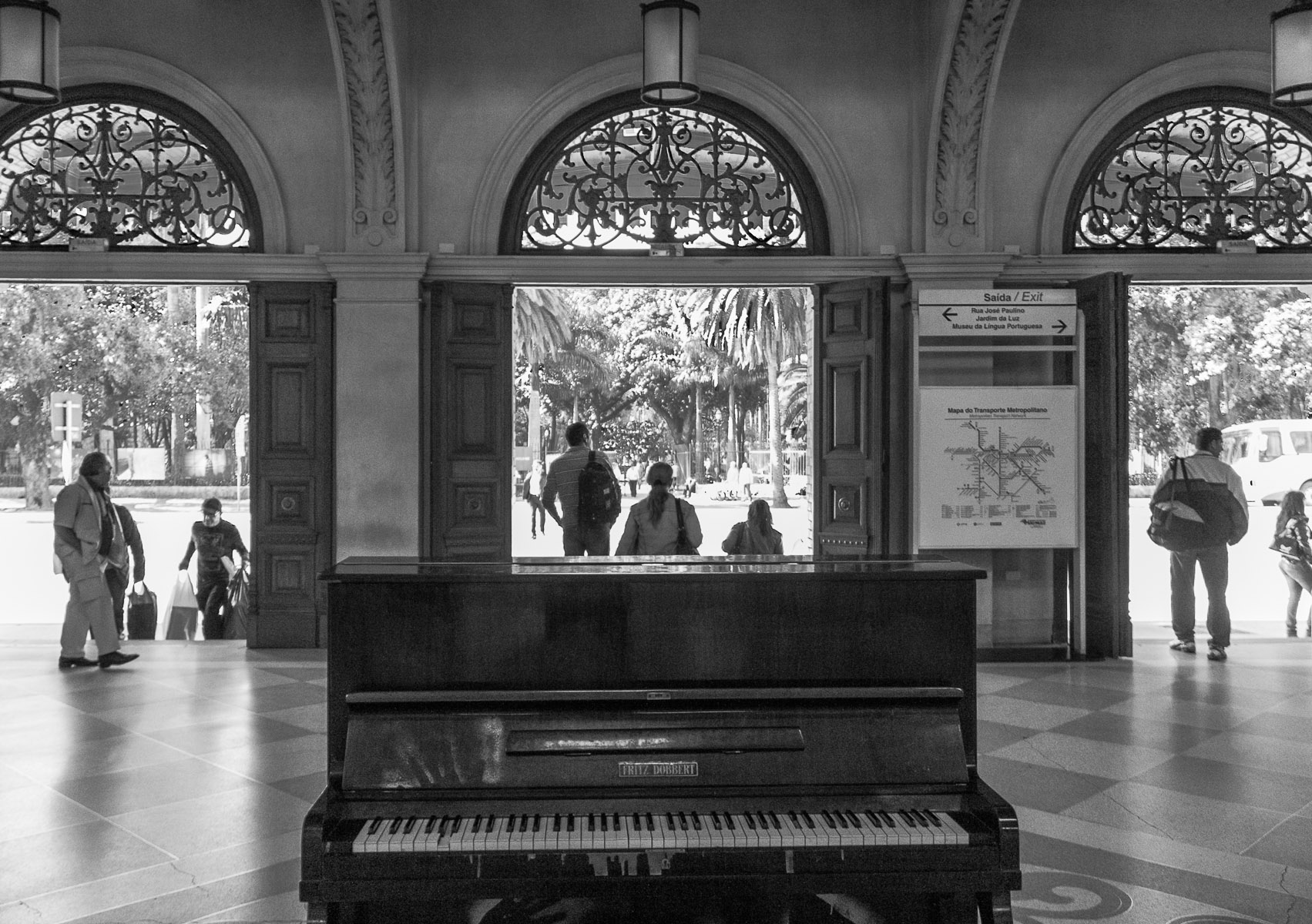
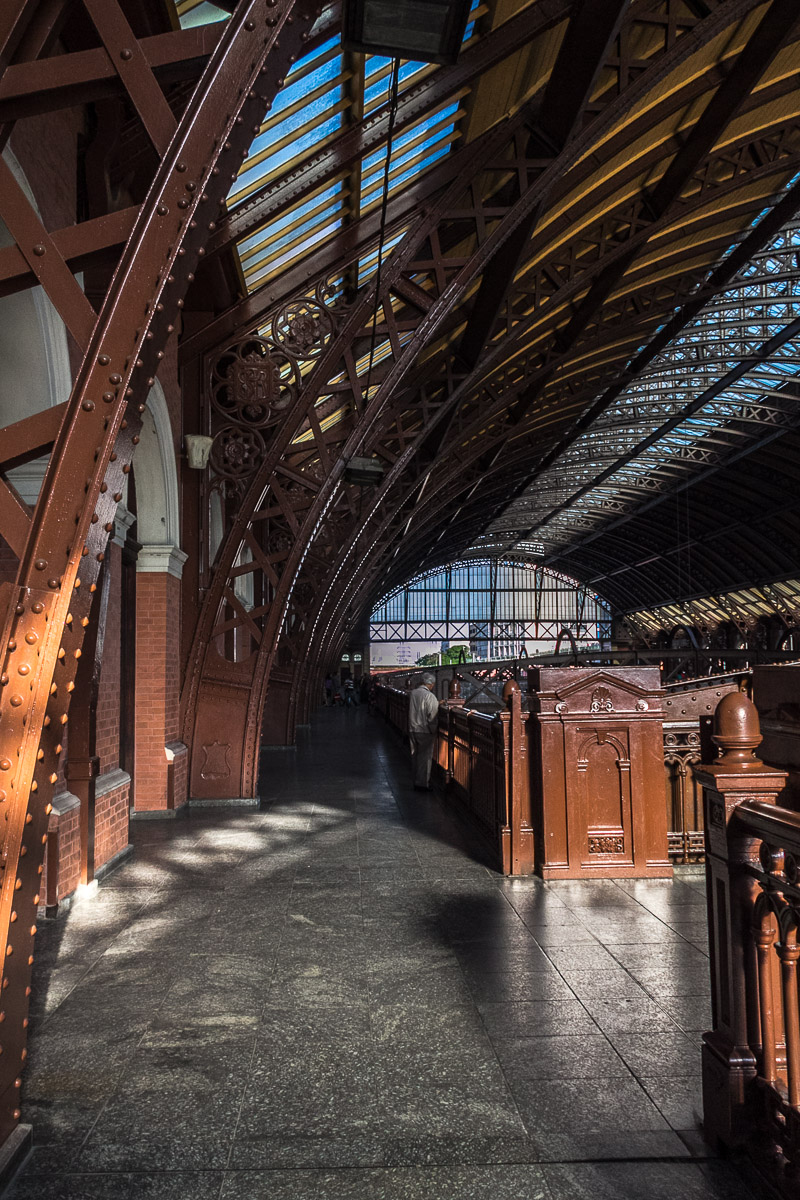
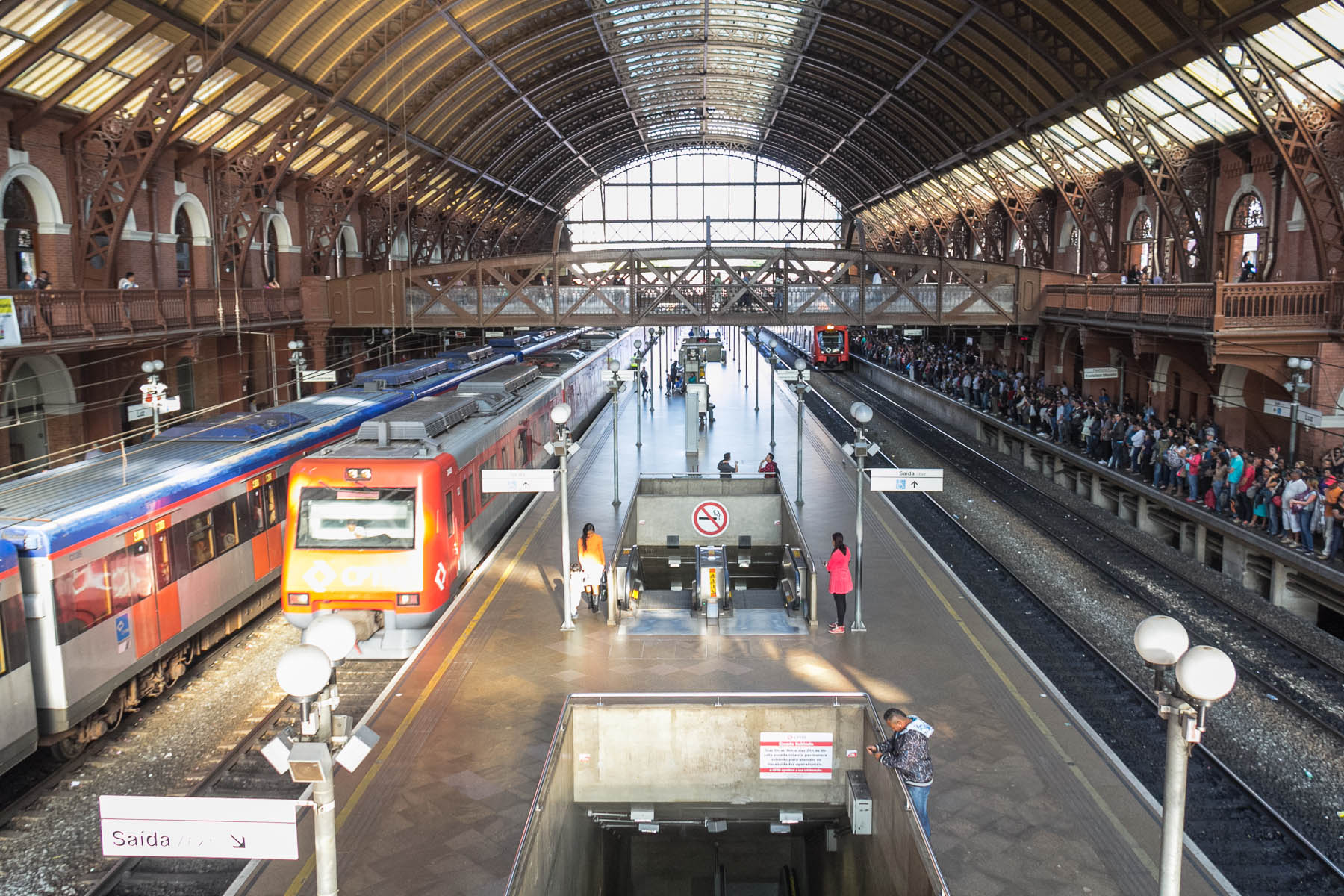
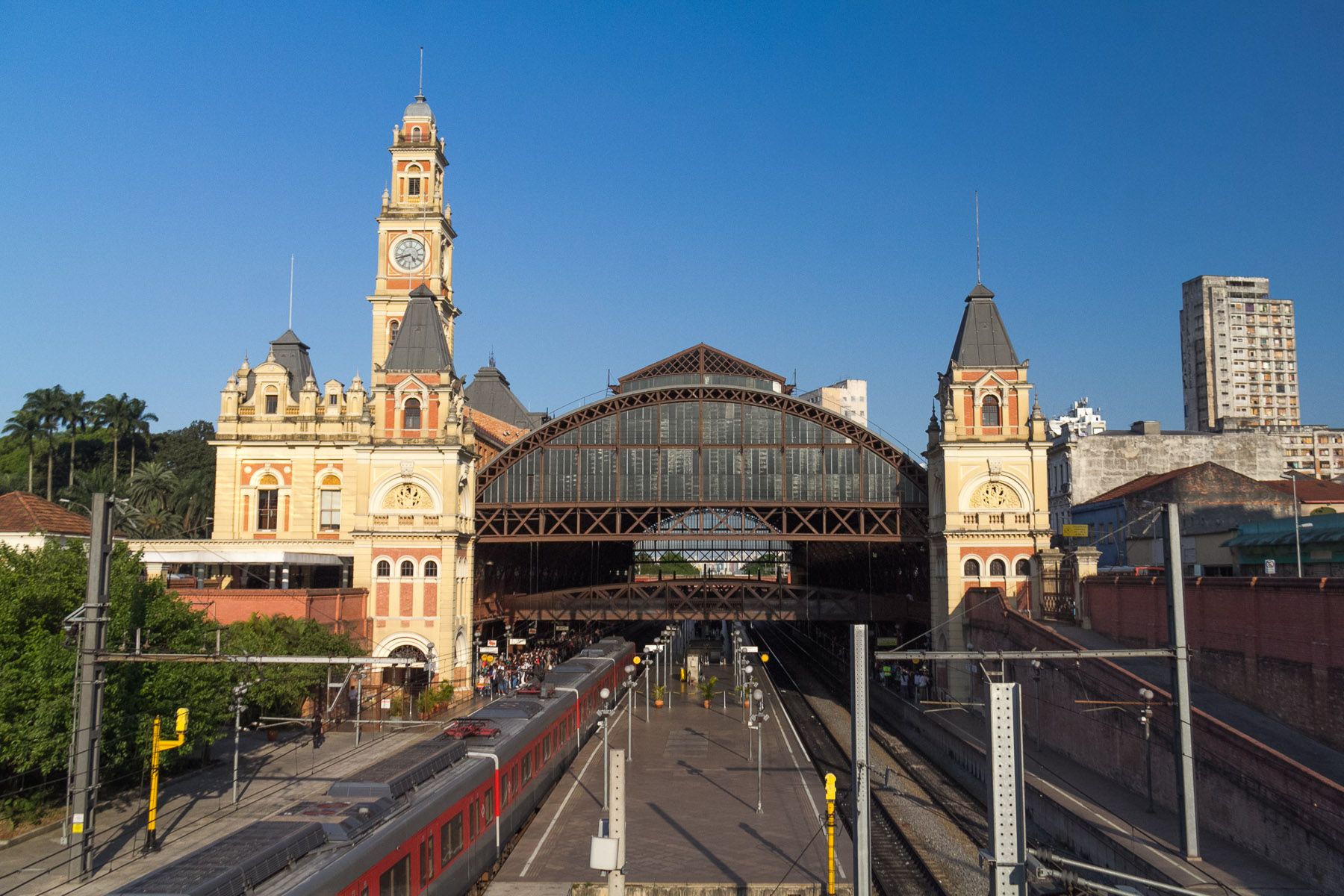
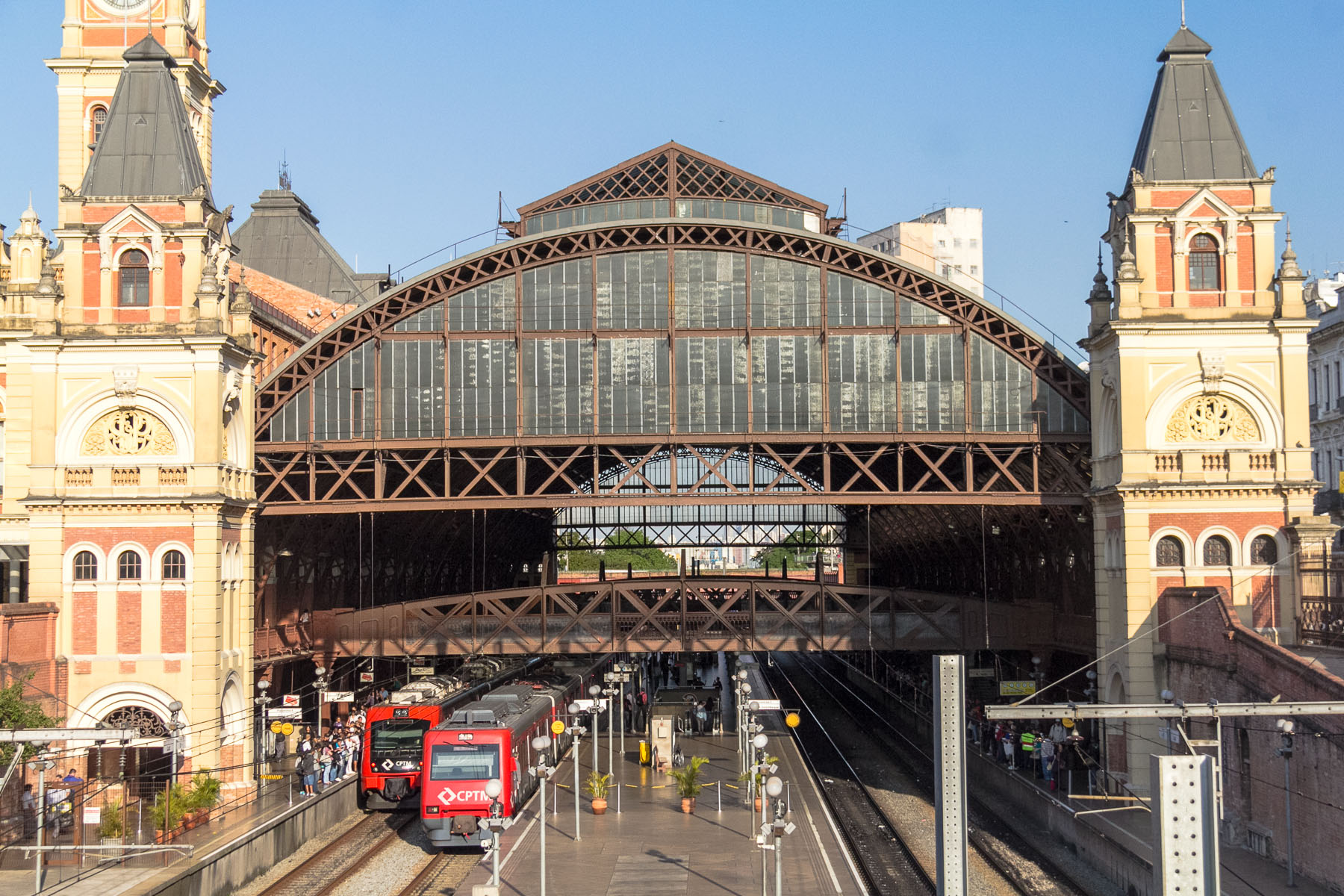
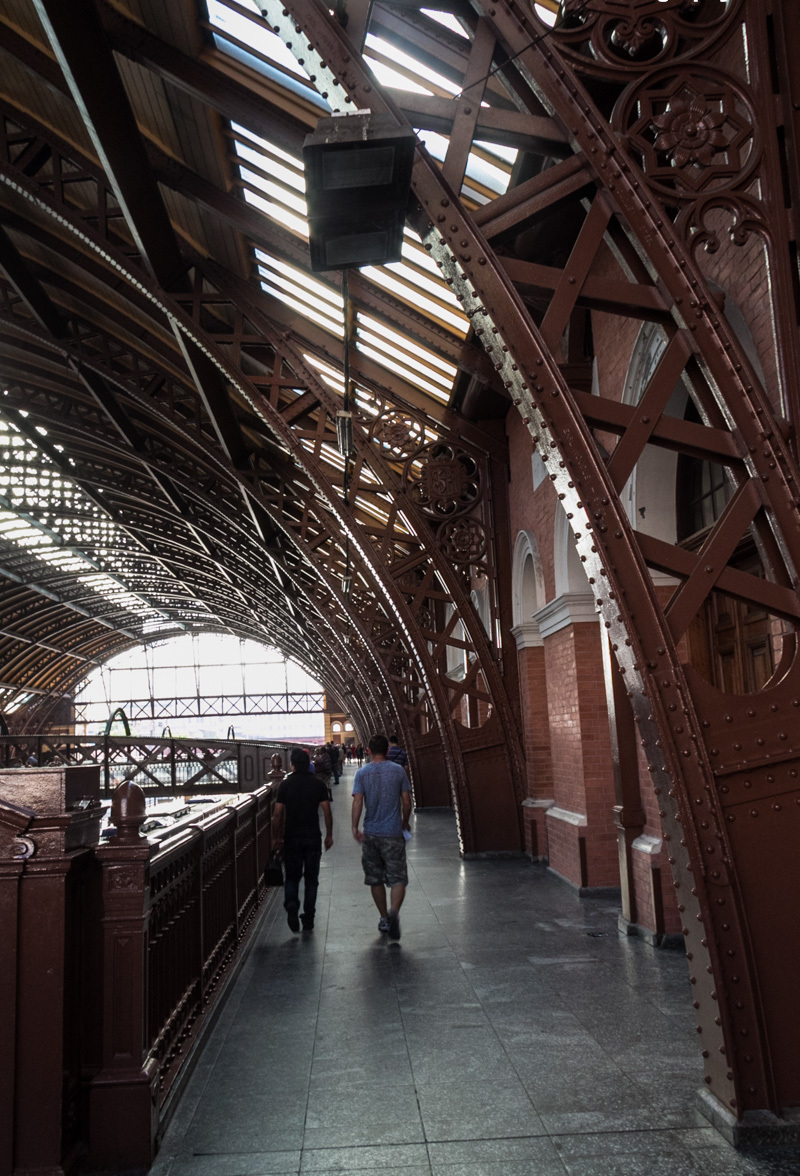
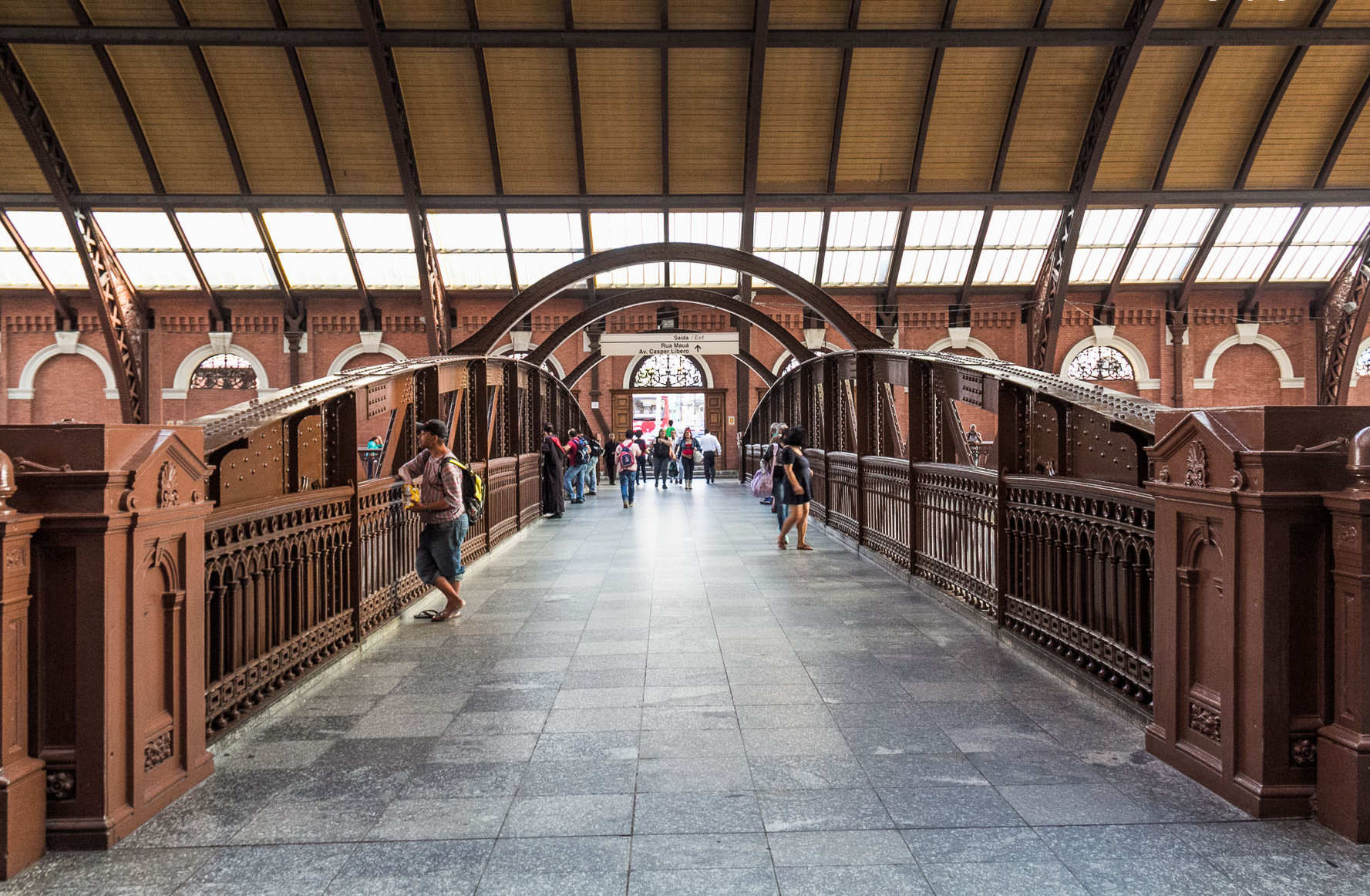
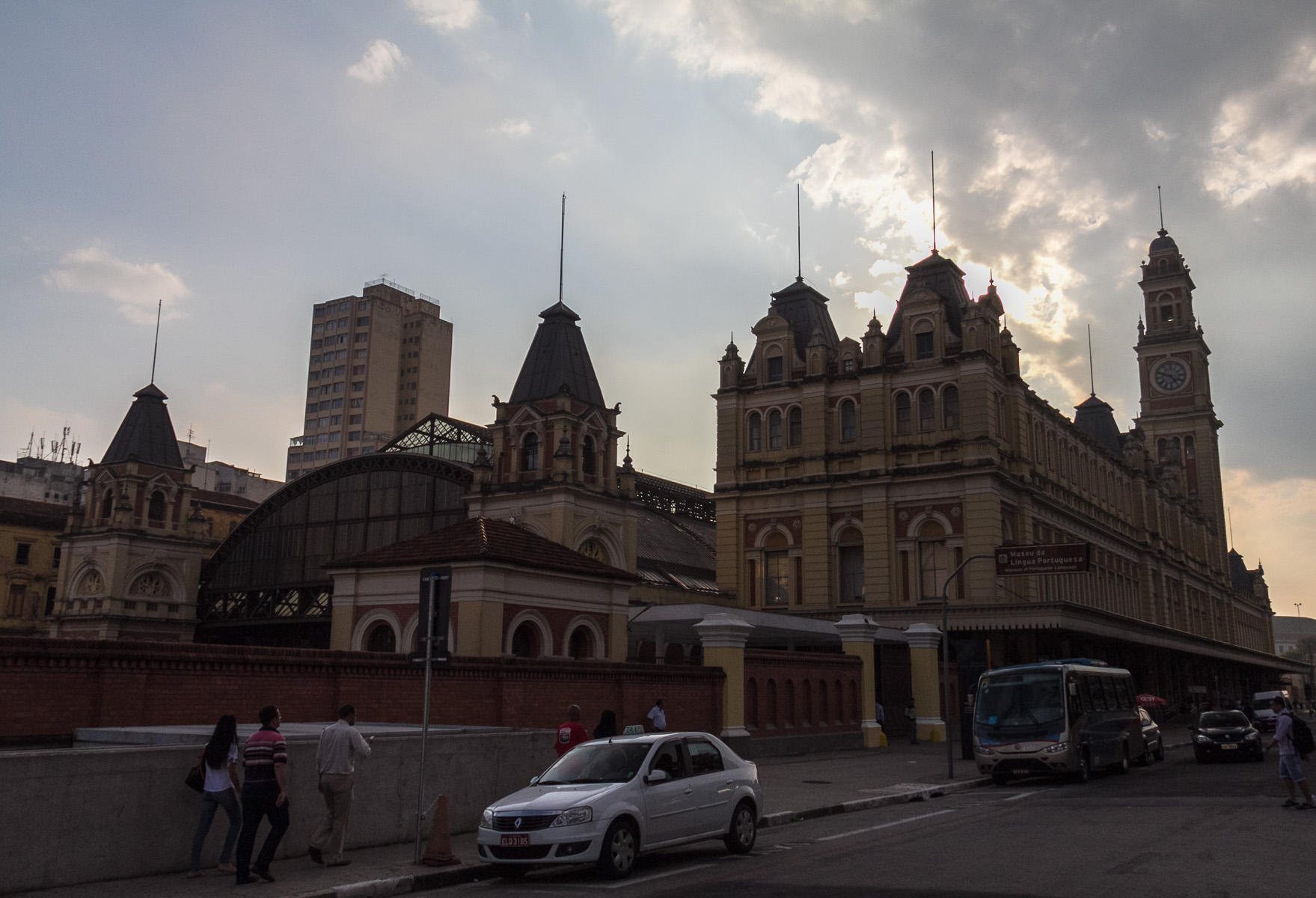